# Тит Генуций Авгурин
Тит Гену́ций Авгури́н (лат. Titus Genucius Augurinus; умер после 450 года до н. э.) — римский политический деятель, консул 451 года до н. э.
Тит Генуций был сыном Луция Генуция и братом Марка Генуция, консула 445 года до н. э. Его избрали консулом на 451 год до н. э. вместе с Аппием Клавдием Крассом. Когда было принято решение о кодификации права, оба консула сложили с себя полномочия, а взамен получили членство в коллегии децемвиров. В дальнейшем Тит Генуций принял участие в создании законов двенадцати таблиц.